# Edmar Bacha
Edmar Lisboa Bacha (Lambari, Minas Gerais, 14 de febrero de 1942) es un economista brasileño, que participó en el equipo económico que instituyó el Plan Real durante el gobierno de Itamar Franco.
Desde 2003 es el director del think tank «Casa das Garças», institución dedicada a estudios y debates de economía, con sede en Río de Janeiro.
Considerado como uno de los «padres» del Plan Real, fue uno de los primeros economistas de Brasil en completar el doctorado de economía en una universidad de Estados Unidos. Obtuvo su título de doctor en la Universidad de Yale, con una tesis sobre la política brasileña del café y el mercado internacional de café.

## Biografía
Edmar Bacha ganó notoriedad académica al escribir la fábula sobre Belindia en 1974, en la cual argumentaba que el gobierno militar de entonces estaba creando un país dividido entre los que vivían en condiciones similares a las de Bélgica, y aquellos que tenían un padrón de vida similar al de India. Fue uno de los principales responsables de la coordinación del departamento de economía de la Pontificia Universidad Católica de Río de Janeiro (PUC-Rio), considerado uno de los mejores cursos de graduación en economía a nivel universitario en Brasil.
También participó en el Plan Cruzado en la década de 1980, como presidente del IBGE. Se retiró del gobierno de José Sarney cuando este decidió, luego de las elecciones, manipular a favor de sus intereses los índices de precios elaborados en Brasil. Una vez que el «gatillo salarial» fue detonado, la situación –según Edmar Bacha– se puso muy difícil, lo que provocó que Brasil «retrocediera 10 años» en su historia económica.
Retornó a la vida pública con el gobierno de Itamar Franco, cuando se propuso a Fernando Henrique Cardoso, entonces ministro de Hacienda, un nuevo plan económico para controlar la inflación: el "Plan Real". Sin contar con el aval del FMI, dicho plan fue efectivamente un éxito, garantizando en los hechos la posterior elección en 1994, de Fernando Henrique Cardoso para la Presidencia de Brasil.
Permaneció en el nuevo gobierno durante diez meses, como presidente del BNDES. Y con posterioridad, cerró su paso por la vida pública para desarrollarse como consultor del Banco de inversión BBA. Desde 2003, también es director del Instituto de Estudos de Política Econômica da Casa das Garças, un think tank con sede en Río de Janeiro.